# SN 2007ad
SN 2007ad – supernowa typu II odkryta 19 lutego 2007 roku w galaktyce UGC 10845. W momencie odkrycia miała maksymalną jasność 17,40m.